# Міжнародний аеропорт імені Бенжаміна Степлтона
Міжнародний аеропорт Степлтон (IATA: DEN, ICAO: KDEN ) — колишній великий міжнародний аеропорт, який був відкритий в 1929 році і знаходився на заході США. Аеропорт обслуговував столицю штату Колорадо — місто Денвер і був найбільшим в штаті до відкриття нового міжнародного аеропорту Денвер у 1995 році. Того ж року 27 лютого аеропорт закрили назавжди тому, що він став непотрібний.

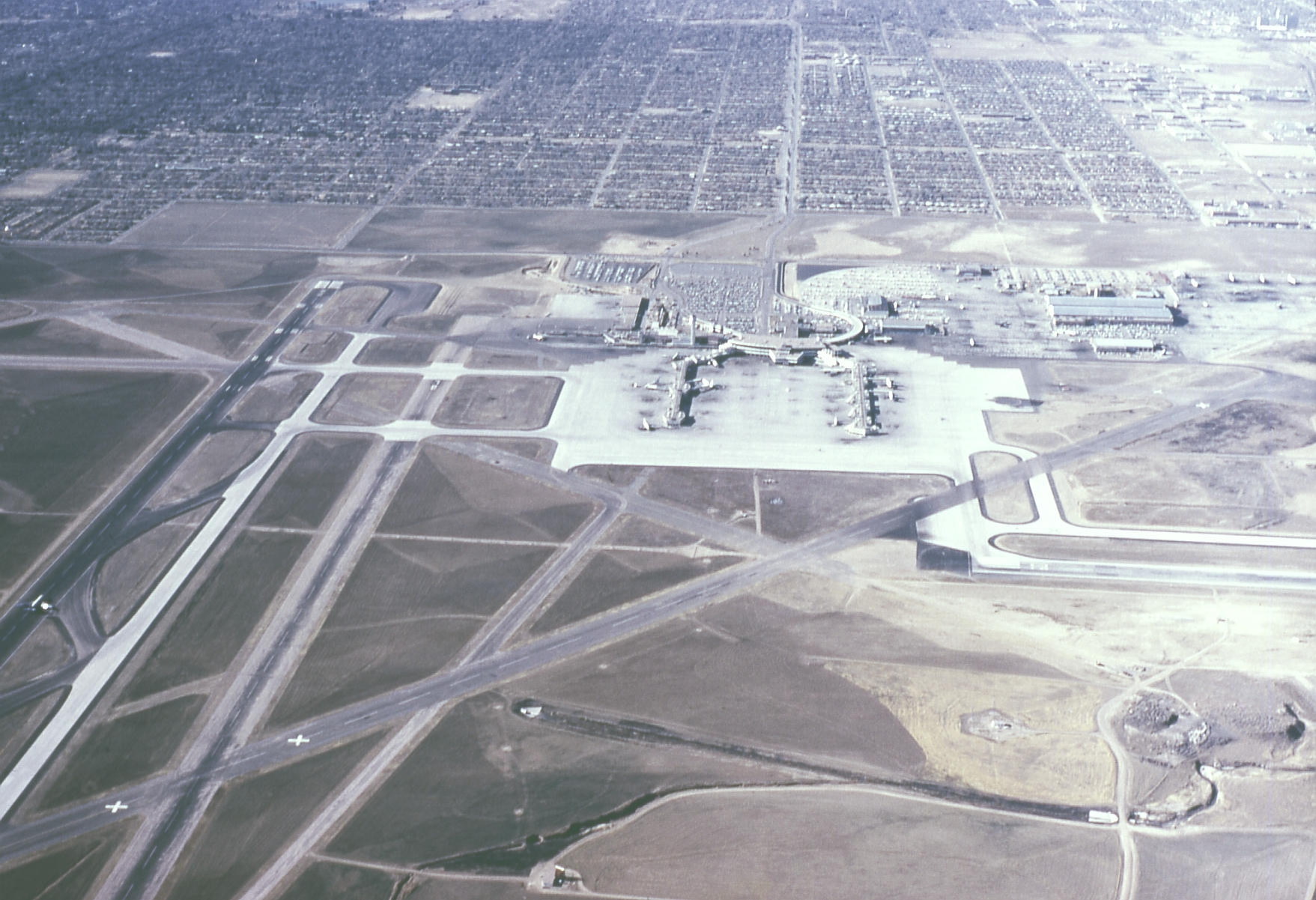

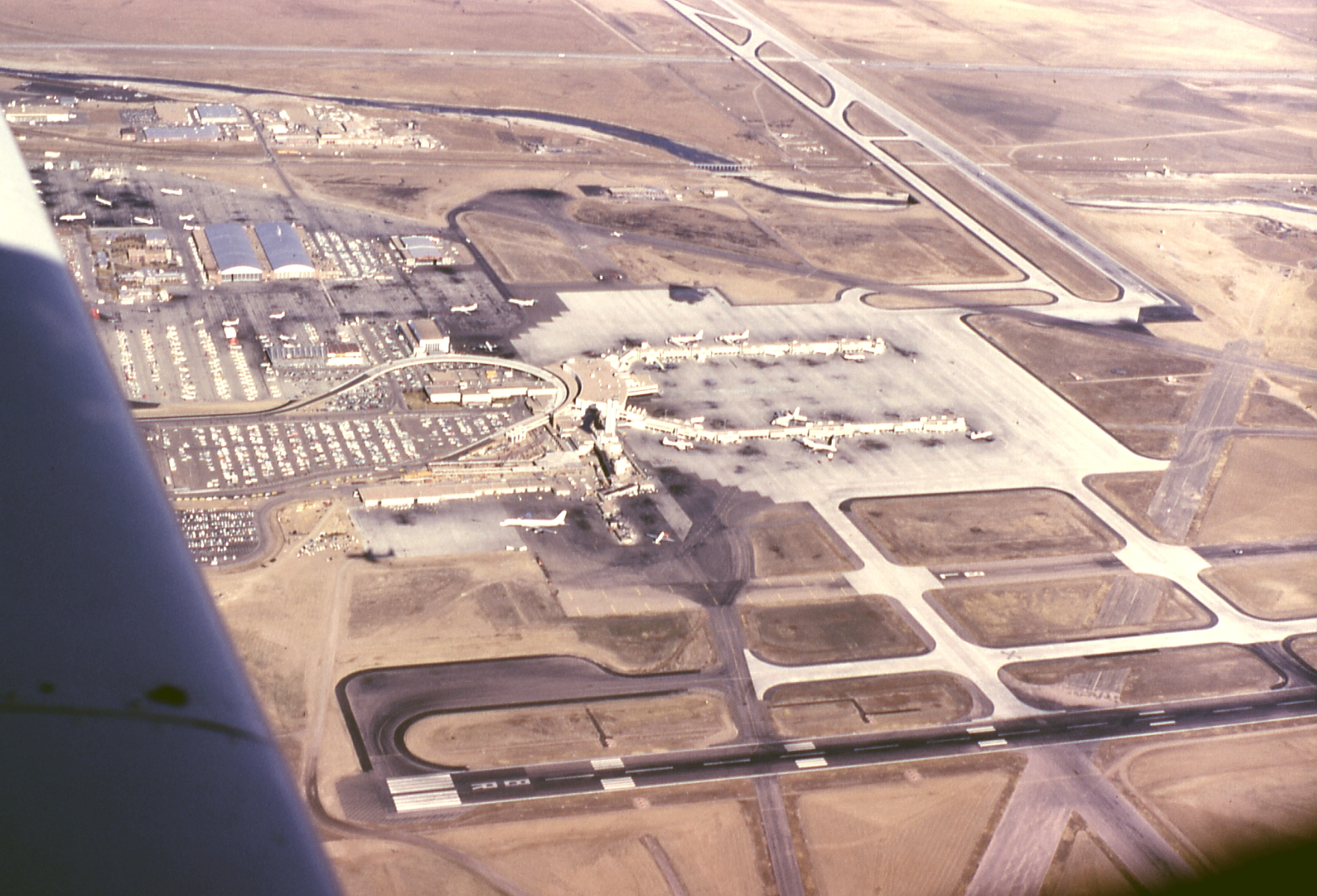

Після закриття на территорії аеропорту був побудований комерційний житловий район центрального парку, а коди Степлтону перейшли до нового аеропорту. Теперішній денверський міжнародний аеропорт вважається одним з найзагадковіших аеропортів США і багато хто вважає те, що цей аеропорт — це штаб-квартира таємної масонської організіції.